# Fermín Abella y Blave
Fermín Abella y Blave (Pedrola, 7 de julio de 1832-Madrid,  9 de abril de 1888) fue un jurista y escritor español.

## Biografía
Sus primeros estudios los hizo en Zaragoza, en cuya Universidad cursó la carrera de leyes, obteniendo el grado de licenciado en Derecho Civil y Canónico, que le fue expedido el 28 de agosto de 1854. En dicho año se incorporó al Colegio de Abogados siéndole confiada, en sustitución, la cátedra de Derecho romano en la citada Universidad.

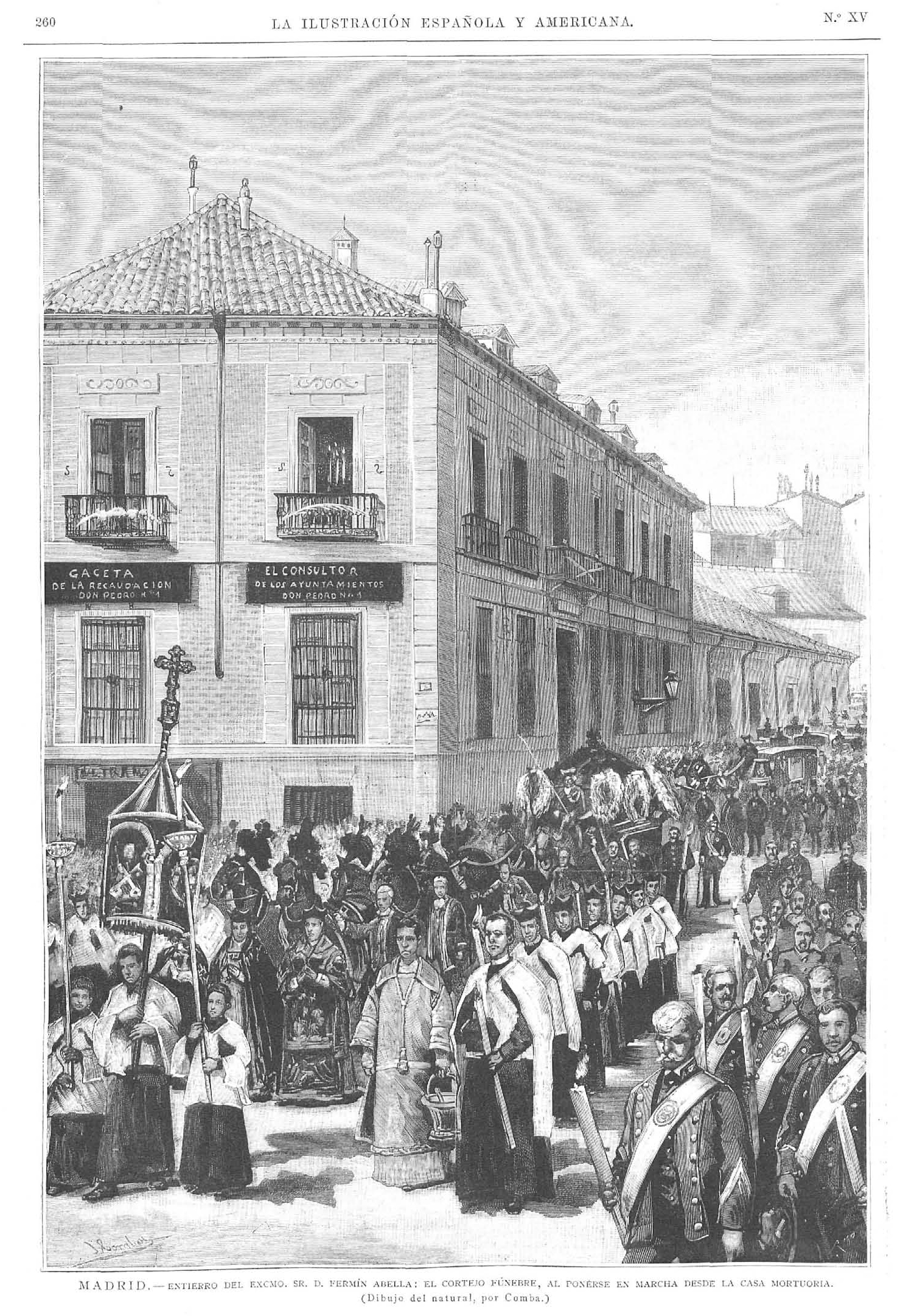
Entierro de Fermín Abella: el cortejo fúnebre, al ponerse en marcha desde la casa mortuoria, en la revista española La Ilustración Española y Americana.

En 1856 comenzó sus servicios al Estado, desempeñando diferentes cargos, hasta el de Oficial del ministerio de Ultramar. En 1864 fue secretario del Gobierno en Córdoba; posteriormente de Huesca y Mallorca y finalmente en Madrid. Desde el principio de su carrera publicó varias obras dedicándose a la escritura y el periodismo.
Tomando a cargo suyo el periódico de Administración y Justicia municipal titulado El Consultor de los Ayuntamientos y Juzgados Municipales, realizando otras cincuenta obras jurídicas y administrativas. Hombre comprometido con la ilustración y la corte, escribió muchos manuales prácticos de gobierno. Siguiendo su experiencia, fundó la publicación de El Consultor de los Párrocos en 1867. 
A principios del año 1875, fue nombrado secretario general de la intendencia de la Real Casa y patrimonio; conquistó la confianza del rey que, al depositarla en él, le encomendó personalísimas comisiones, confiriéndole el nombramiento de subintendente general. También fue nombrado intendente general de la real casa y patrimonio.
Recibió objeto de legítimas distinciones, recordando entre ellas las grandes cruces de Turquía, de San Miguel de Baviera, de la Corona de Prusia y de Isabel la Católica y la Encomienda de número de Carlos III, desempeñando además el cargo de gentilhombre de cámara del rey.

## Obras
- Manual teórico-práctico de lo contencioso-administrativo y del procedimiento especial en los asuntos de hacienda.
- Derecho administrativo provincial y municipal, o Tratado general teórico-práctico de las atribuciones de las Diputaciones provinciales y de los Ayuntamientos en todos los ramos que por las leyes les están encomendados.
- Manual enciclopédico teórico-práctico de los Juzgados municipales.
- Manual de aguas y riegos.
- El libro de los alcaldes y los ayuntamientos.